# Campos de concentración franquistas

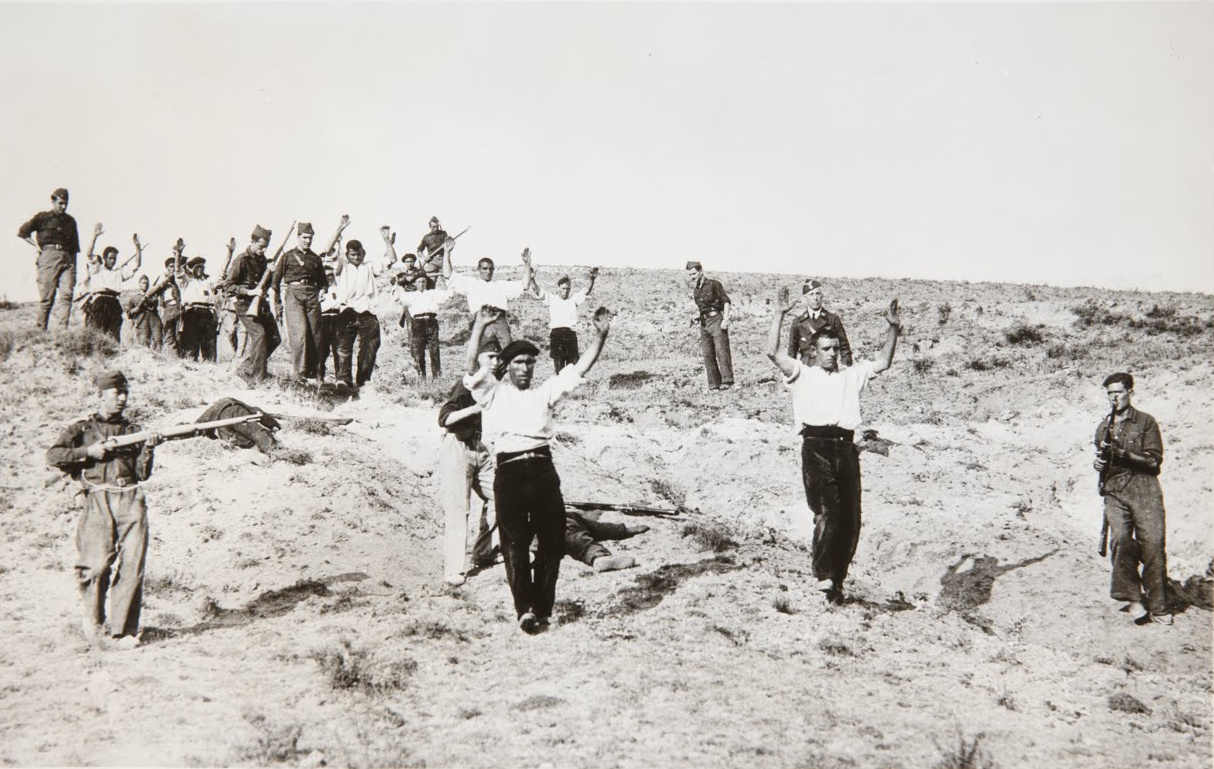
Milicianos republicanos hechos prisioneros de los sublevados durante la Batalla de Guadarrama (1936).

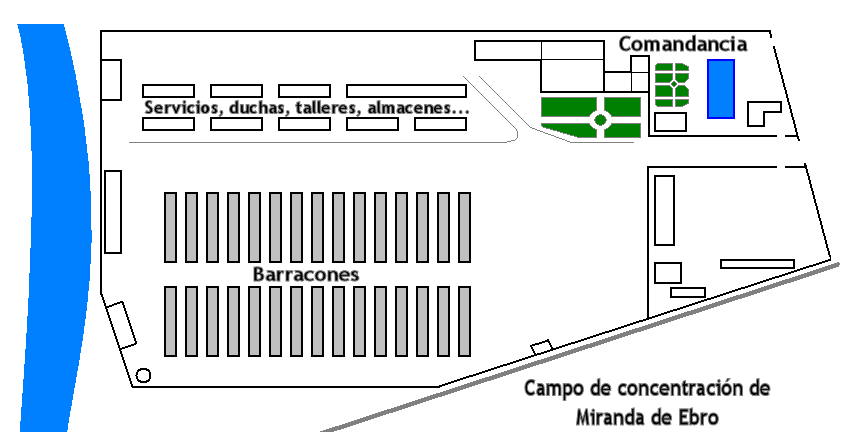
Plano general del Campo de concentración de Miranda de Ebro.

En la España franquista funcionaron, al menos, entre cerca de doscientos y trescientos campos de concentración desde 1936 hasta 1947, algunos con carácter estable y otros muchos provisionales. La red de campos era un instrumento de la represión franquista.
Terminaban en estos campos de concentración desde excombatientes republicanos del Ejército Popular, las Fuerzas Aéreas y la Marina de Guerra, hasta disidentes políticos y sus familiares, indigentes, independentistas marroquíes, homosexuales, judíos, gitanos y presos comunes. Las Comisiones Clasificatorias que funcionaban en los campos eran las que determinaban el destino de los internados: los declarados «afectos» eran puestos en libertad; los «desafectos leves» y sin responsabilidades políticas eran enviados a los batallones de trabajadores; y los «desafectos graves» iban a prisión y estaban a disposición de la Auditoría de Guerra para ser procesados por un tribunal militar. Los clasificados como «delincuentes comunes» eran enviados también a la cárcel. Según las cifras oficiales de la Inspección de Campos de Concentración de Prisioneros, al finalizar la guerra civil había internados en los alrededor de cien campos existentes entonces 177 905 soldados enemigos prisioneros pendientes de clasificación procesal ―la Inspección informaba también de que hasta entonces habían pasado por los campos 431 251 personas―.
Al igual que en otros muchos campos de concentración, los prisioneros estaban jerarquizados de tal modo que presos comunes violentos (por tanto sin motivaciones políticas o ideológicas) estaban en un escalón superior a la mayoría de los allí encerrados, trabajando de vigilantes (cabos de vara) de estos últimos. A pesar de la destrucción masiva de documentación sobre ellos, estudios afirman que los campos se caracterizaron por la explotación laboral de los prisioneros, organizados en batallones de trabajadores.
Hay consenso entre los historiadores en afirmar, según testimonios de supervivientes, testigos y los propios informes oficiales franquistas, que las condiciones de internamiento «eran, en líneas generales, atroces». A esto se añadió el hecho de que los sublevados no reconocían a los soldados republicanos como prisioneros de guerra, con lo que nunca se les aplicó el Convenio de Ginebra de 1929 firmado años antes por el rey Alfonso XIII en nombre de España. La ilegalidad en el trato a los reclusos se materializó en el uso de prisioneros para trabajos militares (prohibido explícitamente por la Convención), la preventividad generalizada (internamiento sin condena alguna), uso de la tortura para obtener testificaciones y delaciones, y ausencia de garantías judiciales. Respecto a la oficialidad que administraba los campos, se ha destacado asimismo la corrupción generalizada imperante, que permitió el enriquecimiento de muchos militares y agravó el sufrimiento de los internados bajo su custodia.

## Historia
Según Javier Rodrigo, cerca de medio millón de prisioneros pasaron por los campos de concentración entre 1936 y 1942. En 2019, Carlos Hernández de Miguel identificó cerca de 300 campos confirmados, calculando que habrían pasado por los mismos entre 700 000 y un millón de personas.
El primer campo de concentración fue creado por los militares rebeldes el 19 de julio de 1936, horas después de la sublevación, cerca de Melilla; al día siguiente, El Telegrama del Rif informaba de la apertura del campo, situado en la Alcazaba de Zeluán (una vieja fortaleza del siglo XVII). Francisco Franco fue informado inmediatamente de ello, mostrándose entusiasmado y ordenando la apertura de más campos para albergar a «elementos perturbadores» y emplearlos en trabajos públicos. El mismo 20 de julio, el futuro dictador comunicaba al coronel Eduardo Sáenz de Buruaga, al mando de la ciudad de Tetuán: «Me han informado que los detenidos son varios cientos y que las cárceles no dan abasto para recibirlos. Como hay que evitar que las afueras de Tetuán ofrezcan el espectáculo de nuevos fusilamientos, a la vista de los corresponsales extranjeros que afluyen, hay que buscar una solución que podría ser un campo de concentración en el extrarradio. (...) En Melilla ya han abierto uno en Zeluán con buenos resultados». Así nació el campo de concentración de El Mogote, en una ubicación idónea para ocultar la dureza de sus condiciones al exterior (el 20 de agosto serían asesinados 52 prisioneros, con el «enterado» de Franco).
La siguiente región en la que los rebeldes establecieron campos de concentración fue Canarias. Concretamente, fue en los terrenos militares de la península de La Isleta, en Gran Canaria, operativo desde finales de julio de 1936. Un número indeterminado de prisioneros de los campos canarios acabaron siendo arrojados al mar o al interior de pozos volcánicos. Al igual que ocurría en el Norte de África, la prensa nacionalista ocultaba la dureza y crímenes cometidos en los campos, ofreciendo de los mismos una imagen idílica muy alejada de la realidad. Otros centros de reclusión inaugurados poco después del comienzo de la guerra, como la prisión militar localizada en el castillo del Monte Hacho de Ceuta, han sido considerados campos de concentración aunque oficialmente nunca tuvieron esa denominación.
Algunos historiadores han señalado a funcionarios nazis de la Gestapo como los organizadores de la red de campos de concentración franquistas, y que en buena medida se inspiraron en los campos de concentración de la propia Alemania nazi para el diseño de los españoles. Entre aquellos oficiales nazis destacó especialmente Paul Winzer, jefe de la Gestapo en España y jefe durante algún tiempo del campo de concentración de Miranda de Ebro. Hay autores que van más allá e incluso sostienen que fue Winzer el verdadero autor de toda la organización de los campos de concentración franquistas. Por otra parte, diversos recintos, como los campos de Laredo, Castro Urdiales, Santander o El Dueso, fueron habilitados y gestionados inicialmente por batallones del Corpo di Truppe Volontarie de la Italia fascista.
El 5 de julio de 1937 se creó la Inspección General de los Campos de Concentración de Prisioneros (ICCP) con el coronel Luis Martín Pinillos, un militar africanista, al frente. Su objetivo era centralizar la gestión de todos los campos, aunque chocaría con los diferentes virreyes militares de otras zonas del país, especialmente con el general Queipo de Llano, responsable del Ejército del Sur. Los campos andaluces funcionaron al margen de la ICCP hasta mediados de 1938, y los de Baleares, Canarias o el Marruecos español conservaron hasta el final de la guerra una autonomía casi total.
En 1938 los campos de concentración franquistas albergaban a más de 170 000 prisioneros. Tras el final de la contienda, en 1939 la cifra de población reclusa oscilaba entre las 367 000 y las 500 000 personas. Desde 1940 el supervisor de todos estos campos fue el general Camilo Alonso Vega. La principal función de los campos era la de retener a tantos prisioneros de guerra republicanos como fuera posible, y todos aquellos que fueran calificados de "irrecuperables" eran automáticamente ejecutados. Muchos de los encargados de la represión o la administración en los campos habían sido víctimas en la zona republicana, y por este motivo destacaron por manifestar una voluntad de furia y venganza con los vencidos. Tampoco los funcionarios de alta instancia se mostraron muy contrarios a este clima de represión y venganza: El director general de Prisiones, Máximo Cuervo Radigales, y el jefe del Cuerpo Jurídico Militar, Lorenzo Martínez Fuset, contribuyeron en no poca medida a crear este clima represivo.
En 1946, diez años después del comienzo de la Guerra Civil, todavía estaban operativos 137 campos de trabajo y 3 campos de concentración, en los que estaban acogidos 30 000 prisioneros políticos. El último campo de concentración en cerrar fue el de Miranda de Ebro, que fue clausurado en enero de 1947.

### El trato a los internos
Las torturas y los malos tratos fueron comunes en los campos de concentración donde los internos ―muchos de ellos sin haber sido acusados formalmente de ningún delito― soportaron unas condiciones de vida marcadas por «la carestía, la enfermedad, el hacinamiento y la corrupción». No era infrecuente que los que propinaban las palizas a los presos fueran falangistas o familiares de víctimas a los que se dejaba entrar en el establecimiento. Los internos eran objeto de castigos propinados por los que los custodiaban  o por los cabos de vara que reaparecieron en los campos de concentración y también en el ámbito penitenciario. Los prisioneros de los campos de concentración calificados como «desafectos» también fueron obligados a realizar trabajos forzados en batallones formados al efecto.

### Deportación de exiliados españoles y brigadistas de la Guerra Civil a campos nazis
Aparte de los campos de concentración en España, se afirma que en el exilio de republicanos a Francia cerca de 10 000 españoles acabaron en campos de concentración nazis, sin que el ministro de exteriores de Franco, Ramón Serrano Súñer, hiciera nada por salvarlos. Existe documentación escrita por la que los alemanes consultaban qué hacer con los "dos mil rojos españoles de Angulema". Los pocos que se salvaron no pudieron regresar a España.
Por otra parte, las autoridades franquistas también colaboraban con sus aliados nazis entregándoles a prisioneros checos, belgas o alemanes para acabar siendo fusilados o recluidos en cárceles y campos de concentración del III Reich, donde pereció la mayor parte de ellos. Esas entregas fueron ordenadas personalmente por Franco, vulnerando cualquier principio jurídico e incluso contra el criterio de sus propios funcionarios. Así, ante el posible traslado a la Alemania hitleriana de ocho brigadistas confinados en San Pedro, el responsable del Servicio Nacional de Política y Tratados cuestionó por escrito la extradición, oponiéndose a la misma. Haciéndose caso omiso de sus argumentos, sobre el informe de este alto diplomático el ministro Gómez-Jordana escribió a mano: «S. E. el Generalísimo ordenó se entreguen».
Otro uso que Franco dio a los brigadistas internacionales recluidos en el campo de San Pedro fue el de intercambiarlos por prisioneros en manos de las autoridades republicanas. Se conoce un escaso número de estos trueques de soldados pero, aun así, algunos militares de la Alemania nazi y fascistas italianos lograron retornar a sus países de origen de esta manera.

## Organización

### Campos de concentración
Durante la guerra civil española y los primeros años de la dictadura franquista estuvieron en funcionamiento cerca de 300 campos de concentración según las últimas investigaciones, de entre los cuales destacaron:
- Campo de concentración de Albatera:[31] se utilizaron los terrenos que ocupó el campo de trabajo republicano abierto en octubre de 1937.
- Campo de concentración de Camposancos.[32][33]
- Campo de concentración de Castuera.[34]
- Campo de concentración de La Corchuela.[35]
- Campo de concentración de Los Almendros.[36]
- Campo de concentración de Miranda de Ebro.[37]
- Campo de concentración de San Pedro de Cardeña: ubicado en el monasterio burgalés del mismo nombre, fue el lugar de internamiento de los prisioneros de las Brigadas Internacionales.[38]
- Campo de concentración de Horta, en Barcelona.
- Campo de concentración de Higuera de Calatrava, provincia de Jaén.
- Campo de concentración de Las Arenas, dedicado a la reclusión de indigentes.[39]

### Batallones de Trabajadores y trabajo forzado

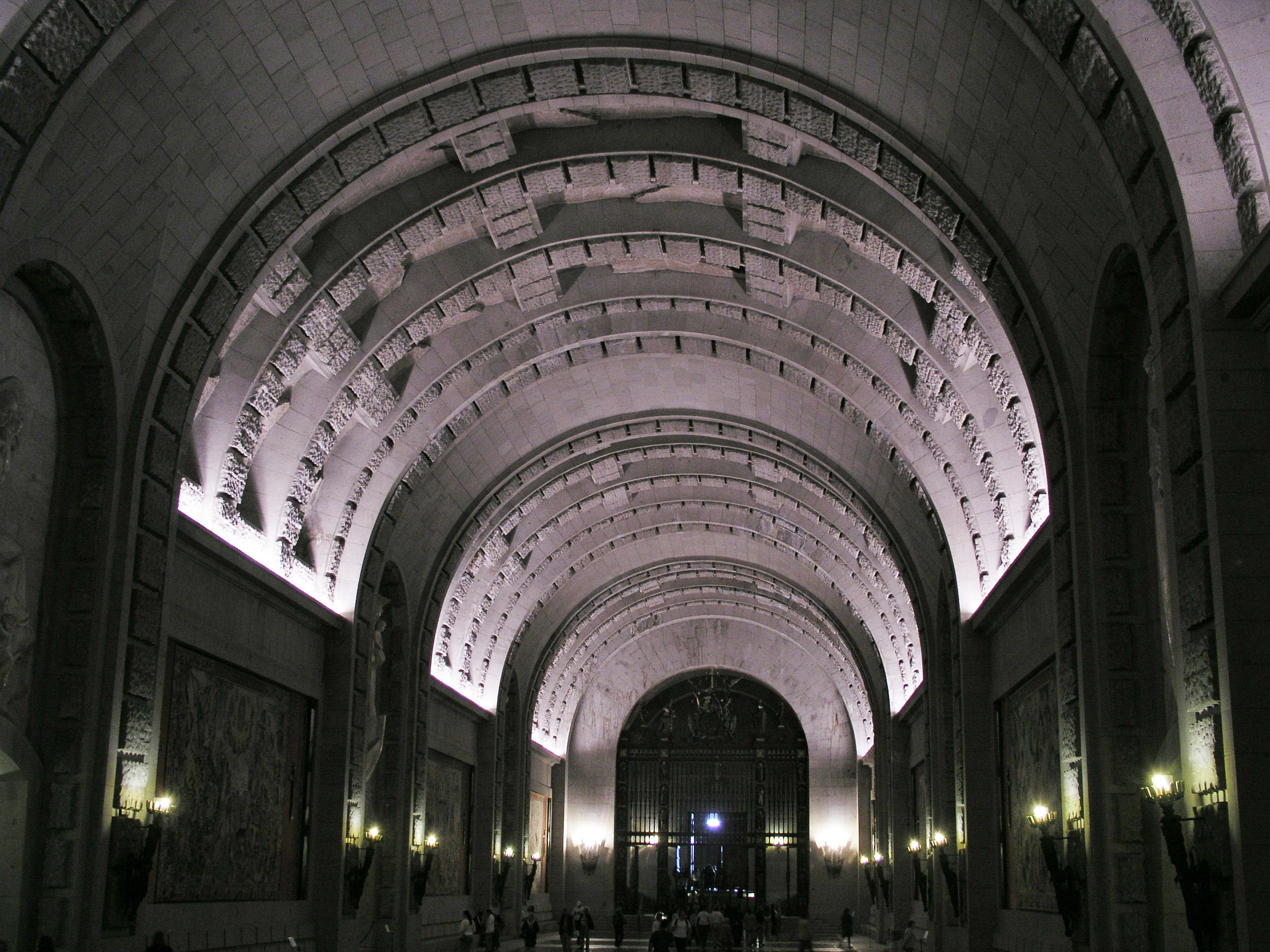
Nave central del Valle de los Caídos, excavada en la piedra.

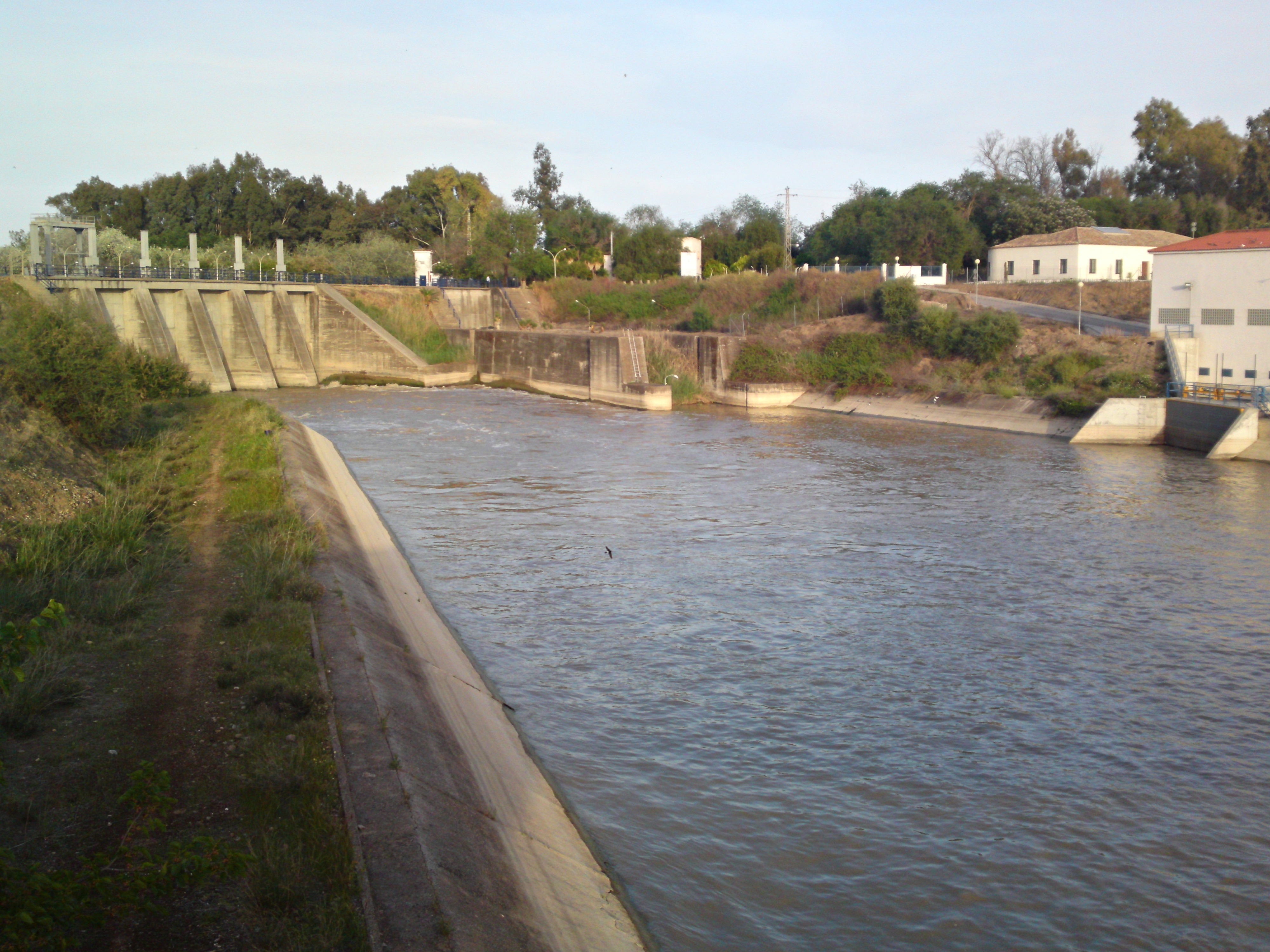
Comienzo del Canal de los Presos en Peñaflor (Sevilla).

En julio de 1939 había un total de 93 096 prisioneros, provenientes tanto de los campos de concentración como de las cárceles, que estaban encuadrados en 137 Batallones de Trabajadores. A estos se sumaron a partir de mayo de 1940 los Batallones Disciplinarios de Soldados Trabajadores (BDST) integrados por los jóvenes que debían cumplir su servicio militar pero que eran clasificados como «desafectos», ya que se consideraba que era peligroso incorporarlos al Ejército. Tanto los Batallones de Trabajadores como los BDST ―que llegaron a sumar 217 batallones de trabajadores forzados más 87 batallones disciplinarios― se destinaron a la realización de obras públicas, a trabajar en las minas, a la reconstrucción de edificios e infraestructuras, o a obras nuevas. En septiembre de 1939 también se creó el Servicio de Colonias Penitenciarias Militarizadas que se ocupó especialmente de obras hidráulicas, como el canal del Bajo Guadalquivir, también conocido por «el canal de los presos». La mano de obra forzada de los batallones también fue utilizada por la Dirección General de Regiones Devastadas y Reparaciones especialmente en la reconstrucción de localidades muy dañadas por la guerra. En los Batallones de Trabajadores y en los BDST, donde las condiciones de vida y de trabajo eran tan duras que hubo muchas muertes, solo pudieron acogerse a la Redención de penas por el trabajo ―un sistema de trabajo forzado del que se beneficiaron importantes empresas privadas y que permitía al preso reducir hasta un tercio su condena y recibir una pequeña remuneración, aunque el 75 % de la misma se la quedaba la empresa en concepto de «manutención y alojamiento»― los presos que estaban condenados, ya que los que nunca lo habían sido no tenían ninguna pena que redimir. «La suya fue una retención ilegal y una arbitraria represión extrajudicial», según el historiador Borja de Riquer.
Entre las obras en las que los prisioneros eran empleados como mano de obra para trabajos forzados se encuentran las reconstrucciones (caso de Belchite), los trabajos en minas de sal, la extracción de mercurio, la construcción de carreteras y de presas, y la excavación de canales. De hecho, miles de prisioneros fueron usados en la construcción de la Prisión de Carabanchel, el Valle de los Caídos, el Arco de la Victoria y la Academia de Infantería de Toledo. Posteriormente, este trabajo fue subcontratado a empresas privadas y terratenientes, quienes utilizaron a los prisioneros para mejorar sus propias propiedades (Queipo de Llano, el virrey de Andalucía, utilizó cautivos de campos cercanos para su cortijo sevillano de Gambogaz). En la relación de las obras construidas por los prisioneros de los campos destacan:
- Canal del Bajo Guadalquivir, hasta 1962 (campos de Los Merinales y La Corchuela). En el año 2006 al tramo comprendido entre La Rinconada y Dos Hermanas se le cambió la denominación por "Canal de los Presos".[49]
- Presa y Canal de Montijo (Badajoz) sobre el río Guadiana, de 1942 a 1945; los presos se encontraban en la Colonia Penitenciaria Militarizada de Montijo (Badajoz).[50][51]
- Líneas de ferrocarril, como las de Zamora-La Coruña, Soria-Castejón, el Val de Zafán o el directo Madrid-Burgos.[52]
- Presas y pantanos, como los Embalses de Barrios de Luna (León),[53] Riosequillo (Madrid),[54] La Muedra-Cuerda del Pozo (Soria),[55] o El Cenajo (Albacete y Murcia).[56][57]
- Aeropuertos, como el de Santiago de Compostela,[58] Valladolid[59] o Sondica.[60]

Para el periodo 1939-1943, el doctor José María López de Riocerezo ―abogado penal franquista― ha estimado que la utilización de mano de obra forzada de prisioneros de estos campos y batallones de trabajadores aportó a distintas empresas privadas un beneficio de más de cien millones de pesetas.
La suma de campos de concentración y unidades de trabajos forzados creados por el bando sublevado durante la guerra y, posteriormente, en la dictadura se ha estimado en cerca de un millar de recintos a lo largo de toda la geografía española.

### Información y vigilancia
Para mantener el control y recabar información sobre los prisioneros, la ICCP creó el Servicio de Investigación Criminal de los campos y, en junio de 1938, un Servicio de Confidencia e Información con el objetivo de formar una red constituida por veinte delatores en cada batallón de trabajadores. Los militares emplearon torturas y amenazas con el fin de captar confidentes entre los reclusos, e incluso muchos testimonios han denunciado que los propios sacerdotes ayudaban a los represores en esta labor, vulnerando el secreto de confesión para delatar e incriminar a personas desafectas. Todo ello sembraba la desconfianza en los campos y repercutía en la moral de los detenidos, aunque éstos trataron siempre de contrarrestar el miedo a sus captores con acciones de resistencia (incluso protagonizando numerosas fugas) y de solidaridad entre ellos (compartir la escasa comida, ayudar en los trabajos a los más débiles o cuidar a los enfermos).

### Recatolización forzosa y adoctrinamiento
Una de las grandes misiones para las que se constituyeron los campos de concentración fue la «reeducación» de los internos, al menos de los considerados «recuperables» para la causa nacionalista. Para ello se utilizaron técnicas de sometimiento, humillación, propaganda y lavado de cerebro con el fin de lograr la progresiva deshumanización de los cautivos. Cada día eran obligados a formar un mínimo de tres veces, cantar el «Cara al sol» y otros himnos franquistas, así como saludar al modo fascista. 
En esta tarea de adoctrinamiento desempeñó un papel fundamental la Iglesia católica. En los campos, y bajo la figura imprescindible del capellán, se dio una identificación absoluta de métodos y objetivos entre la Iglesia, los golpistas y la posterior dictadura. Los sacerdotes lanzaban amenazantes sermones a los prisioneros, resaltando su condición de «rojos» en las diversas clases patrióticas que impartían. No se respetaba en ningún momento la libertad religiosa de los detenidos: La asistencia a misa era obligatoria, siendo la conversión de los internos uno de los principales objetivos. Un bautizo o primera comunión eran celebrados como un gran triunfo que era comunicado al mismísimo Caudillo. El Centro de Documentación de la Resistencia Austriaca recogió testimonios de brigadistas internacionales que fueron coaccionados a oír misa a fuerza de latigazos y patadas. Como ha resumido el jesuita José Ángel Delgado Iribarren: «En esos campos se les sometía a un régimen de vigilancia y reeducación, con la esperanza de reincorporarles un día a la vida social. (...) Después de sacarles la ficha clasificadora se les encuadraba en los batallones de trabajadores, donde se prolongaba esta labor, que podríamos llamar de desinfección, en el orden político y religioso. No puede negársele en esta labor de reconquista de las almas un puesto de responsabilidad a los capellanes, por ser los que estaban más capacitados para influir en ellas».

### Estudios seudocientíficos y propaganda
Los brigadistas internados en San Pedro de Cardeña fueron obligados a participar en estudios seudocientíficos preparados por Antonio Vallejo-Nájera, jefe de los Servicios Psiquiátricos Militares del Ejército de Franco y conocido como el Mengele español. En esta labor fue ayudado por dos médicos, un criminólogo y dos asesores científicos alemanes. Durante meses, los prisioneros sujetos a investigación fueron fotografiados, sometidos a la medición del cráneo y de otras partes del cuerpo, a pruebas de estrés y cuestionarios personales y de inteligencia. 
Los resultados sirvieron para dar legitimidad a las extravagantes teorías de Vallejo-Nájera, coincidentes con las teorías eugenésicas y racistas entonces en boga en determinados círculos académicos, y con los preceptos del nacionalsocialismo alemán. Este pseudopsiquiatra ya había escrito sobre la «regeneración de la raza española» y la necesidad de una «higiene racial y moral» (llegó incluso a sostener la existencia de un «gen rojo»), doctrinas que acabarían justificando el exterminio que ejecutaría el franquismo y su tarea de reeducación y separación de niños de sus familias rojas para evitar que desarrollaran la enfermedad marxista. Según este ideólogo franquista, la democracia y el sufragio universal habían provocado la «degeneración» de las masas, como probaban los "datos" extraídos de esta investigación, que atribuían todo tipo de deficiencias y patologías a los brigadistas y que, a su vez, habían sido provocadas por «el medio ambiente cultural y social norteamericano» y «el ambiente social sensual y pagano» resultante.
Los internos de San Pedro también tuvieron que sufrir otras humillaciones. La prensa nacionalista publicó diversos reportajes sobre «el campo de concentración de los soldados rojos de las Brigadas Internacionales» donde se calificaba a esos prisioneros de degenerados y criminales. Además, el Departamento Nacional de Cinematografía rodó allí un documental de propaganda al más puro estilo Leni Riefenstahl, con abundancia de primeros planos de los reclusos con apariencia asiática, mestiza, africana, etc, en secuencias de carácter degradante para éstos. La película terminaba con un cautivo realizando el saludo fascista con la mano extendida.